# Stephan II. (Bayern)

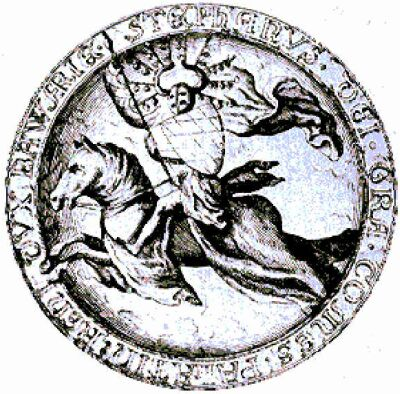
Siegel Stephans II.

Stephan mit der Hafte (* 1319; † Mai 1375 in Landshut oder München, auch latinisiert Stephan Fibulatus) war von 1347 bis zu seinem Tod Herzog von Bayern. Er war der zweite Sohn Kaiser Ludwig des Bayern aus dessen erster Ehe mit Beatrix von Schlesien-Schweidnitz. Der Beiname rührt wohl von einer auffälligen Haar- oder Kleiderspange, die Stephan trug. Er vereinigte 1363 Oberbayern mit Bayern-Landshut, führte danach zwei erbitterte Erbfolgekriege um Tirol und die Mark Brandenburg und begnügte sich am Ende jeweils mit kleineren Gebietsabtretungen, jedoch mit hohen finanziellen Abfindungen zu Gunsten Bayerns.

## Zeitgeschichtlicher Hintergrund
Mit Stephans Vater Ludwig IV. dem Bayern stellten die Wittelsbacher 1314 erstmals den Römisch-deutschen König. Ludwig, der sich erst nach langem Ringen gegen seinen Konkurrenten Friedrich den Schönen aus dem Hause Habsburg durchgesetzt hatte, baute die Hausmacht seiner Familie planvoll aus: Zusätzlich zu den angestammten Besitzungen im Herzogtum Bayern und der Pfalz erwarb er Brandenburg und Tirol sowie Holland, Seeland und den Hennegau. Nach seinem Tod 1347 fielen diese Gebiete an seine sechs Söhne Ludwig V. den Brandenburger, Stephan II., Ludwig VI. den Römer, Wilhelm I., Albrecht I. und Otto V.
Das Todesjahr Ludwigs IV., 1347, stellt einen Einschnitt in der Geschichte Europas dar. Der Schwarze Tod, eine Pestepidemie ungeahnten Ausmaßes, verbreitete sich auf dem ganzen Kontinent. Zu den verheerenden ökonomischen und demografischen Auswirkungen der Pest trat der 1337 ausgebrochene Hundertjährige Krieg zwischen England und Frankreich. Auch der Einfluss der Kirche, die sich 1378 im Avignonesischen Schisma für vier Jahrzehnte spaltete, ging zurück. Wegen dieser Entwicklungen spricht man für die Zeit, in die Stephan geboren wurde, auch von der Krise des Spätmittelalters.

## Leben

### Frühe Jahre
Im Verlauf des Italienzuges Kaiser Ludwigs hatte Stephan am 27. Juni 1328 Elisabeth von Sizilien geheiratet, eine Tochter König Friedrichs II. von Sizilien, um den Bund seines Vaters mit Sizilien zu stärken. 1339 ging Stephan im Auftrag seines Vaters gegen die Bischöfe von Straßburg und Basel vor. Unter Ludwig dem Bayern war Stephan ab 1340 Hauptmann des schwäbisch-bayerischen Landfriedensbundes und seit 1341 auch Inhaber der Reichslandvogtei im Elsass. Da ihm schwäbische Reichsgüter verpfändet wurden, gewann die wittelsbachische Partei in Schwaben an Macht. Von den schwäbischen Reichsstädten unterstützt, ging Stephan noch im September 1347 gegen den schwäbischen Adel vor, der mehrheitlich ins Lager des 1346 gewählten Gegenkönigs Karl IV. übergelaufen war.

### Regierungsbeginn
Im Oktober 1347 folgte Stephan seinem verstorbenen Vater mit seinen fünf Brüdern als Herzog des seit Dezember 1340 wiedervereinigten Bayerns nach. Daneben hielten die Brüder die Markgrafschaft Brandenburg, die Grafschaft Tirol sowie die niederländischen Grafschaften Holland, Zeeland und Hennegau. Zwei Jahre nach dem Tode Ludwigs des Bayern wurden die wittelsbachischen Länder im Landsberger Vertrag unter seinen Söhnen aufgeteilt. Stephan II. regierte zunächst 1349 bis 1353 zusammen mit seinen beiden Halbbrüdern Wilhelm I. und Albrecht I., die auch die niederländischen Grafschaften besaßen, Niederbayern-Landshut, seit dem Regensburger Vertrag 1353 nur noch den südlichen Teil Niederbayern-Landshuts ohne Straubing.

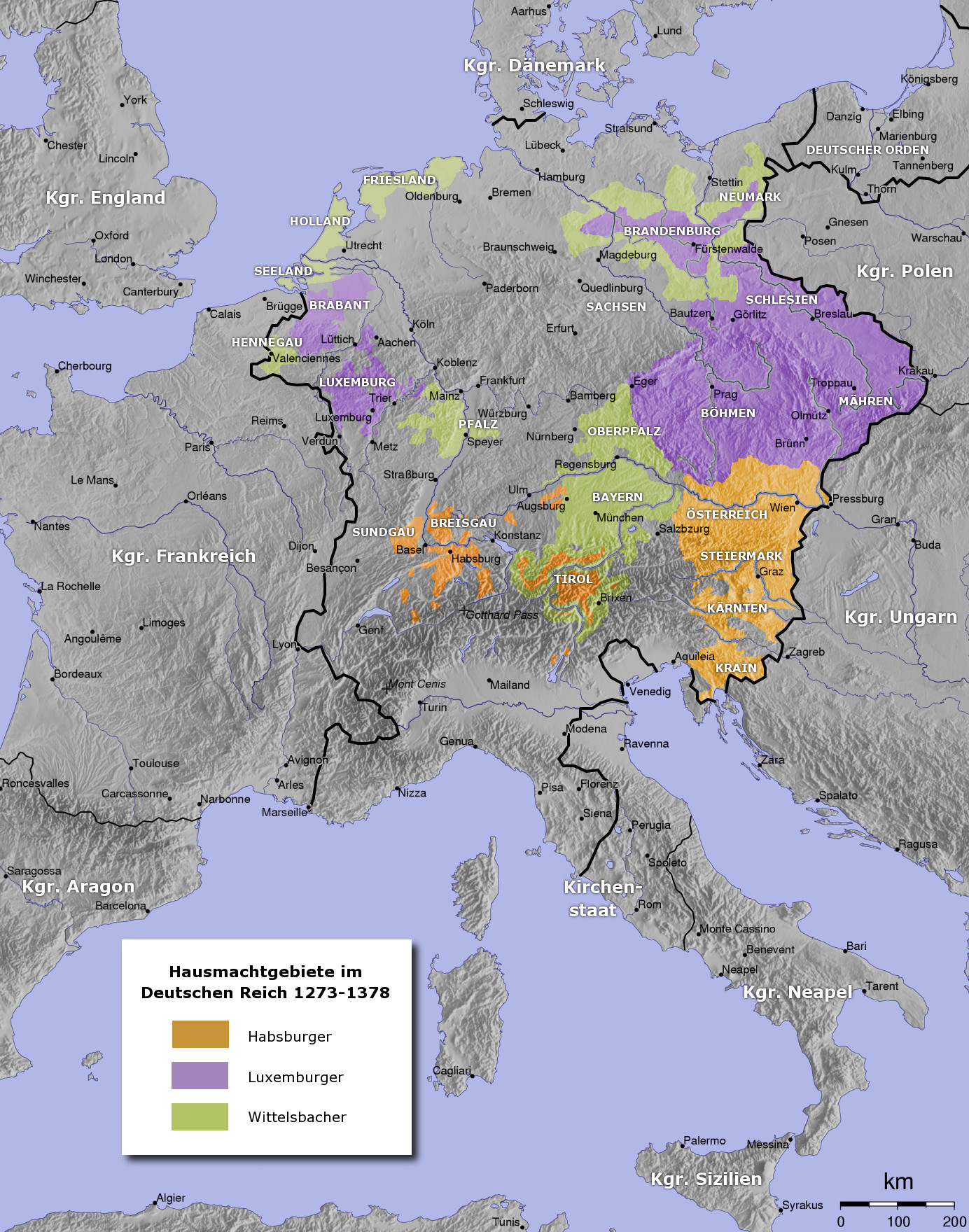
Das Heilige Römische Reich in der Mitte des 14. Jahrhunderts. 1363/1369 fiel Tirol an die Habsburger, 1373 ging auch Brandenburg den Wittelsbachern wieder verloren. Die niederländischen Grafschaften brachte 1433 Burgund an sich.

Zunächst setzten die Brüder die Reichspolitik ihres Vaters fort. Erst im Februar 1350 erkannten auch die Wittelsbacher Karl IV. als neuen König an und verpflichteten sich ihm die Reichskleinodien auszuliefern. Nach dieser vorübergehenden Aussöhnung mit Karl IV., der den Wittelsbachern alle Reichslehen bestätigt hatte, nahm Stephan 1354 am Italienzug Karls teil, zerstritt sich mit ihm aber wieder, als Karl 1355 die Herrschaft Donaustauf erwarb und 1356 mit der Goldene Bulle Bayerns Rechte auf die Kur übergangen wurden. Die Goldene Bulle ignorierte die hausinternen Regelungen der Wittelsbacher zur Teilnahme an der Königswahl. Der Pfalzgraf bei Rhein aus der pfälzischen Linie der Wittelsbacher erlangte die Kurstimme und das Amt des Erztruchsess, auch weil dessen Territorium im alten fränkischen Siedlungsgebiet lag. Daneben erhielt Stephans jüngerer Halbbruder Ludwig VI. die brandenburgische Kurwürde. Stephan II. und sein älterer Bruder Ludwig V. waren dagegen den Nürnberger Hoftagen ferngeblieben, auf denen die Goldene Bulle beraten und verkündet worden war. 1362 wurde Stephan als letzter der Söhne Ludwigs des Bayern von der Exkommunikation befreit.

### Kampf um Tirol
Nach dem Tode seines Bruders Ludwig V. fielen dessen Herrschaftsgebiete Oberbayern und Tirol an dessen Sohn Meinhard. Der jugendliche Meinhard geriet bald unter den Einfluss einer Adelspartei, mit der Stephans zweiter Sohn Friedrich verbunden war, bis Stephan im Mai 1362 dagegen eingriff.
Als im Januar 1363 sein Neffe Meinhard starb, folgte Stephan entgegen den Wittelsbachischen Vereinbarungen mit Hilfe der Stände auch im Herzogtum Oberbayern nach. Er verbündete sich mit seinem Bruder Albrecht von Bayern-Holland, den er schon 1357 gegen Karl IV. unterstützt hatte und marschierte im Herbst 1363 in Tirol ein. Stephan nahm auch die Titel eines „Grafen von Tirol und Görz, Vogt der Kirchen Aquileia, Trient und Brixen“ an. Später schloss Stephan noch weitere Allianzen mit König Ludwig von Ungarn, Meinhard von Görz sowie dem Mailänder Stadtherren Bernabò Visconti. Meinhards Mutter Margarete von Tirol hatte jedoch Tirol dem Habsburger Rudolf IV. von Österreich, dem Bruder ihrer Schwiegertochter, übertragen. Die Habsburger standen im Bunde mit dem Erzbistum Salzburg und führten im Verlaufe des Krieges mehrere Raubzüge im Inntal durch. In der Gegend von Altötting kam es am 23. November 1363 zu einem weiteren Gefecht zwischen den Bayern und Österreichern, dabei wurden 70 adelige Österreicher gefangen genommen, ohne dass es zu einer Entscheidung kam.
Rudolf IV. wurde nach einigem Zögern am 10. Februar 1364 in Brünn trotz der Erbansprüche der Wittelsbacher durch seinen Schwiegervater Kaiser Karl IV., mit Tirol belehnt. Doch schon im Mai des Jahres 1364 begannen die Kämpfe erneut. Bei der Belagerung des Salzburgischen Mühldorf am Inn setzte Stephan erstmals damals neuartige Feuergeschütze ein. 1365 starben seine Gegner Rudolf IV. und der Salzburger Erzbischof Ortolf von Weißeneck, doch ihre Nachfolger setzten den Kampf fort. 1366 schloss Salzburg zwar einen Waffenstillstand mit Bayern, der zweimal verlängert wurde, aber das Bündnis mit Österreich wurde schon 1367 wieder erneuert. Im Spätsommer 1368 führte Stephan abermals einen erfolgreichen aber kostspieligen Feldzug ins Unterinntal, eroberte Landeck, Burg Schlossberg sowie Matrei und überquerte den Brenner. Stephans ältester Sohn Stephan der Kneißel kämpfte derweil in Italien an der Seite seines Schwiegervaters Bernabò Visconti gegen die antimailändische Liga um Papst Urban V. und Karl IV.
Stephan gab Tirol schließlich erst Ende September 1369 im Frieden von Schärding den Habsburgern gegen eine hohe Entschädigung von 116.000 Gulden preis. Die Gerichte Kufstein, Kitzbühel und Rattenberg, die Ludwig V. einst anlässlich seiner Hochzeit mit Margarete an Tirol abgetreten hatte, fielen nun jedoch wieder an Bayern zurück und wurden von Stephan in Besitz genommen (Unterinntal). Auch das zuvor den Habsburgern verpfändete Schärding selbst kam durch den Vertrag wieder an Bayern und fiel an Stephans Bruder Albrecht.

### Kampf um die Mark Brandenburg
Der Streit mit seinem Halbbruder Ludwig VI. um das bayerische Erbe Meinhards, das Stephan 1363 entgegen dem Landsberger Vertrag an sich gerissen hatte, führte schließlich auch zum Verlust der Mark Brandenburg für die Wittelsbacher, da Ludwig VI. daraufhin seine bayerischen Brüder Stephan und Albrecht enterbte und eine Erbverbrüderung mit Kaiser Karl IV. schloss. Weiter entstand sogar ein Bündnis der Brandenburger Wittelsbacher mit Habsburg im Kampf um Tirol. Zwar blieb nach Ludwigs Tod der jüngste Bruder Otto noch Kurfürst, doch ab 1371 wollte Karl IV. nicht mehr abwarten, die Mark Brandenburg in Besitz zu nehmen.
Otto setzte sich jedoch gegen Karl zur Wehr, da er sich nicht damit abfand zu Lebzeiten "enterbt" zu werden. Mit Stephan hatte Otto sich bereits auf dem Nürnberger Reichstag im September 1370 versöhnt und zusammen mit seinem Bruder ging er nun gegen Karl vor und ließ Stephans zweiten Sohn Friedrich im April 1371 durch die neumärkischen Stände huldigen und veröffentlichte im Juni eine Klageschrift gegen den Kaiser. Danach kam es zu kriegerischen Auseinandersetzungen, bei denen Karl mit Magdeburg, Pommern, Mecklenburg und Sachsen-Wittenberg verbündet war, während die Wittelsbacher auf die Hilfe der Wettiner in Meißen und nach vorübergehender Aussöhnung auf Pilgrim von Salzburg zählen konnten. Auch das bestehende Bündnis Stephans mit Ludwig von Ungarn aus den Tiroler Jahren unterstützte die Position der Wittelsbacher, zumal Ludwig seit 1370 auch die polnische Krone trug. Im Oktober 1371 wurde in Pirna ein Waffenstillstand geschlossen, der bis Pfingsten 1373 dauerte. Danach wurden die Feindseligkeiten wieder aufgenommen, wobei auch der Dom von Lebus durch Karls Truppen zerstört wurde. 
1372 gelang es Karl jedoch die Verlobung seines Sohnes Sigismund mit der Erbin König Ludwigs von Ungarn zu arrangieren. Erst nachdem Ludwig von Ungarn nun die Seiten wechselte, ging mit dem im August 1373 im Vertrag von Fürstenwalde besiegelten Verkauf der Kurmark für 500.000 Gulden an Karl IV. die Mark Brandenburg schließlich auch de jure an die Luxemburger über. Stephan erkannte den aus Brandenburg heimgekehrten Bruder Otto V. als Mitregenten in Bayern an. Otto war in Besitz der Kurwürde bis an sein Lebensende und war mit nordgauischen Besitzungen durch Karl IV. entschädigt worden, diese brachte er nun in die gemeinsame Regierung mit ein. Karl musste dadurch sein Projekt, Böhmen nach Westen auszudehnen, aufgeben. Ein Teil der Gebiete, die Stephans pfälzischer Vetter Ruprecht einst an Böhmen gegeben hatte, fiel so an die Wittelsbacher zurück. Auch die umstrittene Burg Donaustauf fiel nun wieder an die Wittelsbacher. Stephan selbst erhielt für seinen Verzicht auf Brandenburg unter anderem Donauwörth, Nördlingen und Dinkelsbühl verpfändet.

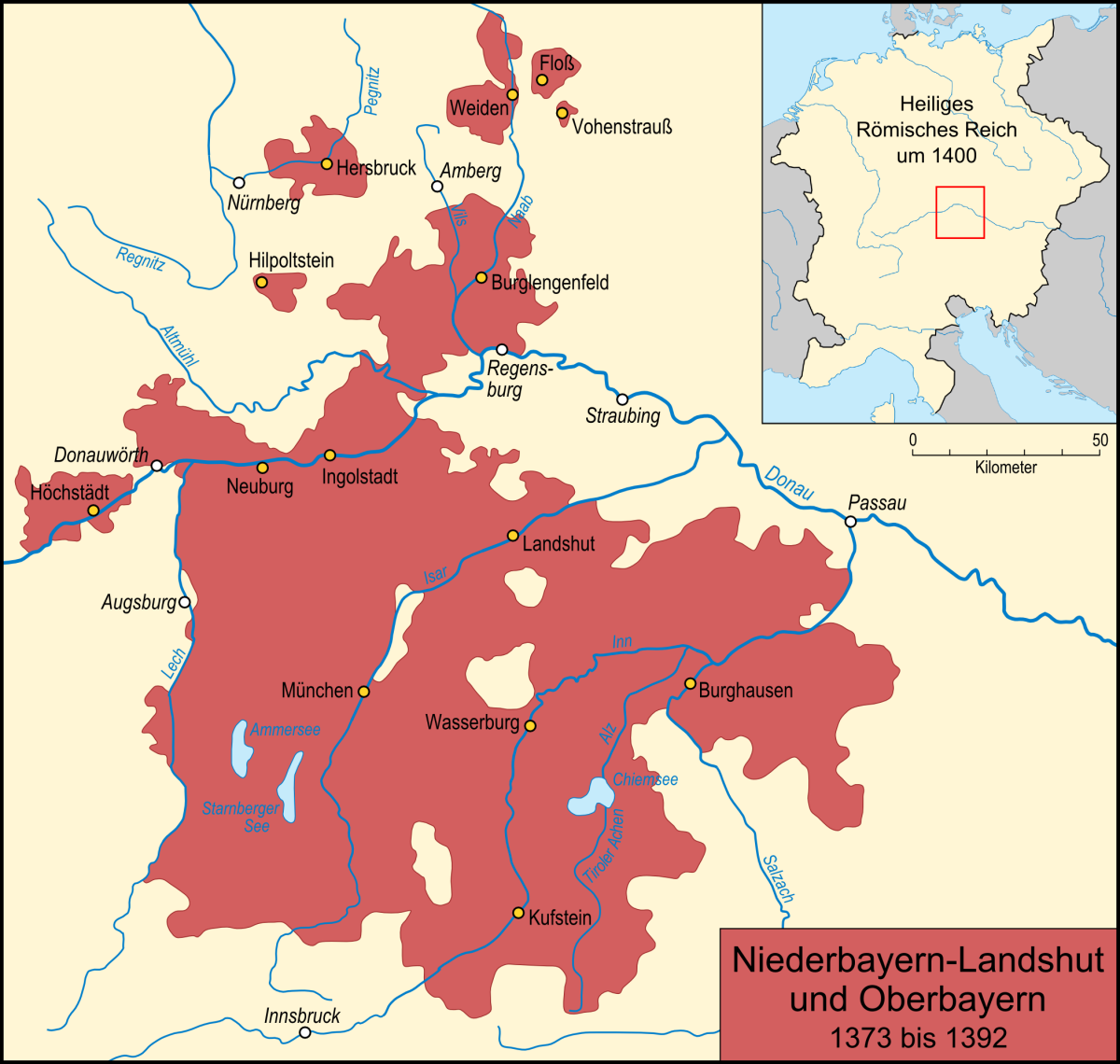
Stephans Herrschaftsgebiet bei seinem Tod 1375

### Spätere Regierungsjahre
Bayern hatte für die Abtretung Tirols (1369) und Brandenburgs (1373) die enorme Summe von ungefähr einer halben Million Gulden in bar und in Schuldverschreibungen erhalten. Mit den hohen Entschädigungssummen gelangen den Wittelsbachern später weitere Erwerbungen zur Abrundung ihres Territoriums in Bayern. Durch die Privilegien, die Stephan zur Deckung seines kriegsbedingten Finanzbedarfs den ober- und niederbayerischen Landständen verlieh, stärkte er aber auch deren Einfluss und Selbstbewusstsein. 1368 regelte Stephan das für Bayern bedeutsame Salzwesen in Reichenhall. Zur Sicherung auf den Straßen und im Land erließ Stefan II. 1374 den Großen Brandbrief und verpflichtete darauf Ritter und Städte, die er mehrmals befehdete.
Seine Söhne Stephan III. und Friedrich sowie sein Enkel Ernst vermählten sich mit Töchtern des Mailänder Stadtherrn Bernabò Visconti, mit dem sich Stephan bereits im Streit um Tirol verbündet hatte. Im Zuge der späteren Aussöhnung zwischen dem Haus Luxemburg und den Wittelsbachern ernannte Karl IV. die beiden älteren Söhne Stephans, Stephan III. und Friedrich, 1374 zu Reichslandvögten in Oberschwaben und im Elsass, das Reichsamt das ihr Vater in seiner Jugend selbst innegehabt hatte.
Stephan starb Mitte Mai 1375 und wurde Johannes Aventinus zufolge in der Frauenkirche in München beigesetzt. Nach seinem Tod regierten seine Söhne Stephan, Friedrich und Johann zunächst gemeinsam mit Otto, teilten jedoch später das Herrschaftsgebiet ihres Vaters in die Linien Bayern-München, Bayern-Landshut und Bayern-Ingolstadt. Ihre späteren Versuche, Tirol für die Wittelsbacher zurückzugewinnen, scheiterten. Der Besitz der Bergwerke in den Herrschaften um Kitzbühel sollte jedoch im 15. Jahrhundert erheblich zum Reichtum der Landshuter Herzöge beitragen. Nachdem die Linie Bayern-Straubing seines Bruders Albrecht 1425 im Mannesstamm ausstarb, bestand die bayerische Linie der Wittelsbacher nur noch aus den Nachfahren Stephans, die das Herzogtum Straubing nach längerem Streit unter sich aufteilten.

## Ehen und Nachkommen
Herzog Stephan II. heiratete am 27. Juni 1328 in München Elisabeth von Sizilien (um 1310–1349), eine Tochter König Friedrichs II. von Sizilien. Aus der Ehe gingen vier Kinder hervor:
- Stephan III. (1337–1413, Linie Bayern-Ingolstadt)
  1. ⚭ 1367 Taddea Visconti (1350–1381), Tochter Bernabò Viscontis
  2. ⚭ 1401 in Köln Elisabeth von Kleve, Witwe von Reinold von Valkenburg
- Agnes (* 1338) ⚭ 1356 König Jakob I. von Zypern, Jerusalem und Armenien (1334–1398)
- Friedrich (1339–1393, Linie Bayern-Landshut)
  1. ⚭ 1360 in Reichenhall Gräfin Anna von Neuffen (1327–1380)
  2. ⚭ 1381 in Landshut Maddalena Visconti (1366–1404), Tochter Bernabò Viscontis
- Johann II. (1341–1397, Linie Bayern-München)
  1. ⚭ 1372 in Treviso Prinzessin Katharina von Görz und Tirol

In zweiter Ehe heiratete er am 14. Februar 1359 in Landshut die Burggräfin Margarete (1333–1377), Tochter des Burggrafen Johann II. von Nürnberg. Die Ehe blieb kinderlos.